# Mortim-Ekva Fluctus
Il Mortim-Ekva Fluctus è una struttura geologica della superficie di Venere.